# Röde
Rödeätten (stolpe) var är en svensk medeltida frälseätt med ursprung från Småland, vilken nämns med några generationer under 1300-talet. Namnet tros komma från den röda färgen på vapenskölden med en stolpe.
Vapen: en gul stolpe i rött fält.

## Historik
Hövitsmannen på Åbo slott Dan Nilsson (belagd 1340-77) förde en stolpe i vapnet  Han var med hög sannolikhet bror till Magnus Nilsson (Röde) med samma vapen. Magnus Nilsson (Röde) hade sonen Nils Magnusson (Röde), död ca 1427 samt dottern Christina, gift med Sten Lalason.
Vid Erik Magnussons (kung av Sverige och herre över Skåne 1356–1359) uppror mot fadern Magnus Eriksson 1356 anslöt sig Magnus Nilsson (Röde) och hans svärfar Jon Kristinesson snabbt till detta. Magnus kom att utses till kung Erik Magnussons marsk 1357. Han dog 1365. 
Nils Månsson köpte 1390 av Broder Assersson (två bjälkar) en attung i Norrby i Brenneby socken (Bobergs härad). Den 22 maj 1421 gav Nils till sin sven Karl Nilsson samma mark för trogen tjänst.
År 1379 nämns en Johan Röde som häradshövding i Gästrikland, 